# Coriano
Coriano este un oraș de 10.267 de locuitori în provincia Rimini, Emilia-Romagna (Italia).

## Oameni celebri
- Marco Simoncelli

## Demografie
Coriano - evoluția demografică

|  | Graficele sunt indisponibile din cauza unor probleme tehnice. Mai multe informații se găsesc la Phabricator și la wiki-ul MediaWiki. |

Date: Recensăminte sau birourile de statistică - grafică realizată de Wikipedia

1. ↑  Superficie di Comuni Province e Regioni italiane al 9 ottobre 2011 (în italiană), Istituto Nazionale di Statistica, accesat în 16 martie 2019